# Cicindela rufiventris
Cicindela rufiventris är en skalbaggsart som beskrevs av Pierre François Marie Auguste Dejean 1825. Cicindela rufiventris ingår i släktet Cicindela och familjen jordlöpare.

## Underarter
Arten delas in i följande underarter:
- C. r. cumatilis
- C. r. hentzii
- C. r. rufiventris